# Palynologi

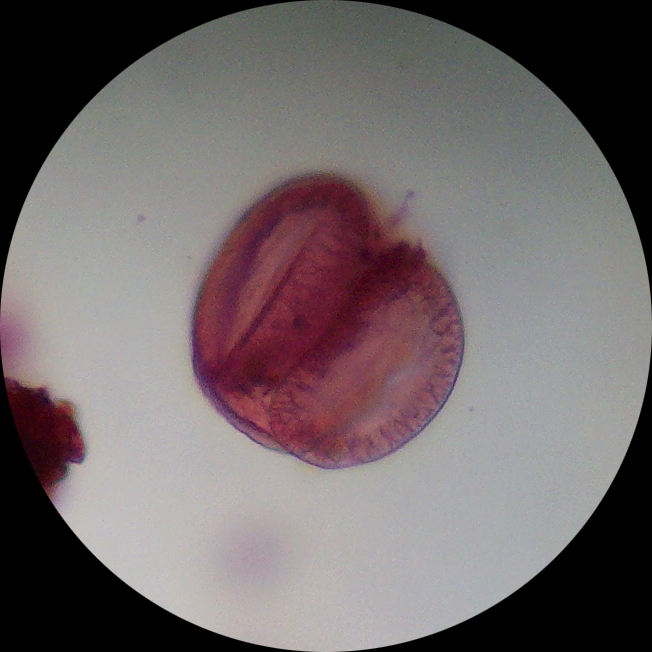
Pollen från tall studerade i mikroskop.

Palynologi är läran om pollen och sporer, hur pollenkornen utvecklas och vilken vävnadskemi och struktur pollen har. Palynologer gör bland annat pollenanalyser. Arbetet med palynologi ligger sedan till grund för att göra pollenprognoser.
Palynologin har en utomordentligt stor betydelse för vegetations- och klimathistorisk forskning, där Sverige har haft en ledande ställning. Vid Naturhistoriska riksmuseet finns en särskild palynologisk sektion.
Ordet kommer av grekiskans paly’nō som betyder beströ, eller bepudra.